# Середа, Алексей Леонидович
Алексей Леонидович Середа (12 февраля 1966, Таганрог, Ростовская область, СССР) — советский и российский футболист, полузащитник. Выступал в высшем дивизионе за «Динамо» (Москва), «Ростсельмаш» и «Ладу» (Тольятти). Мастер спорта СССР.

## Карьера
Начал свою карьеру в команде родного города «Торпедо» (Таганрог), в 1986—1989 годах выступал за ростовский СКА. В 1990 году перешёл в «Динамо» (Москва), в первом же сезоне завоевал бронзу чемпионата СССР. В 1992—1993 годах играл за «Ростсельмаш» в Высшей лиге России, летом 1993 года перешёл в «Ладу», с которой победил в турнире Первой лиги и вновь вернулся в Высшую.
С 1994 года играл за различные клубы первого и второго дивизионов, в 2002 году закончил карьеру игрока.
Работал в тренерском штабе ФК «Таганрог», дважды занимал должность главного тренера клуба — в 2009 и 2010 (и. о.).

## Достижения
- Бронзовый призёр чемпионата СССР 1990.